# Vườn quốc gia Yala
Vườn quốc gia Yala là vườn quốc gia lớn thứ hai và được viếng thăm nhiều nhất tại Sri Lanka. Vườn gồm năm khu, hai trong số đó mở cửa cho đại chúng. Mỗi khu lại có tên riêng, như Vườn quốc gia Ruhuna (khu 1), và vườn quốc gia Kumana hay 'Đông Yala'. Nó tọa lạc tại vùng đông nam đất nước, chính xác hơn là trên địa bàn hai tỉnh Phía Nam và Uva. Vườn bao phủ một diện tích 979 kilômét vuông (378 dặm vuông Anh) và nằm cách thành phố Colombo khoảng 300 kilômét (190 mi). Yala được thiết lập làm khu bảo tồn tự nhiên năm 1900, cùng với Wilpattu, đã trở thành hai vườn quốc gia đầu tiên của Sri Lanka vào năm 1938. Vườn được biết đến bởi hệ động vật đa dạng của nó. Đây là khu vực quan trọng trong việc bảo tồn voi Sri Lanka, báo Sri Lanka và các loài thủy cầm.

## Lịch sử

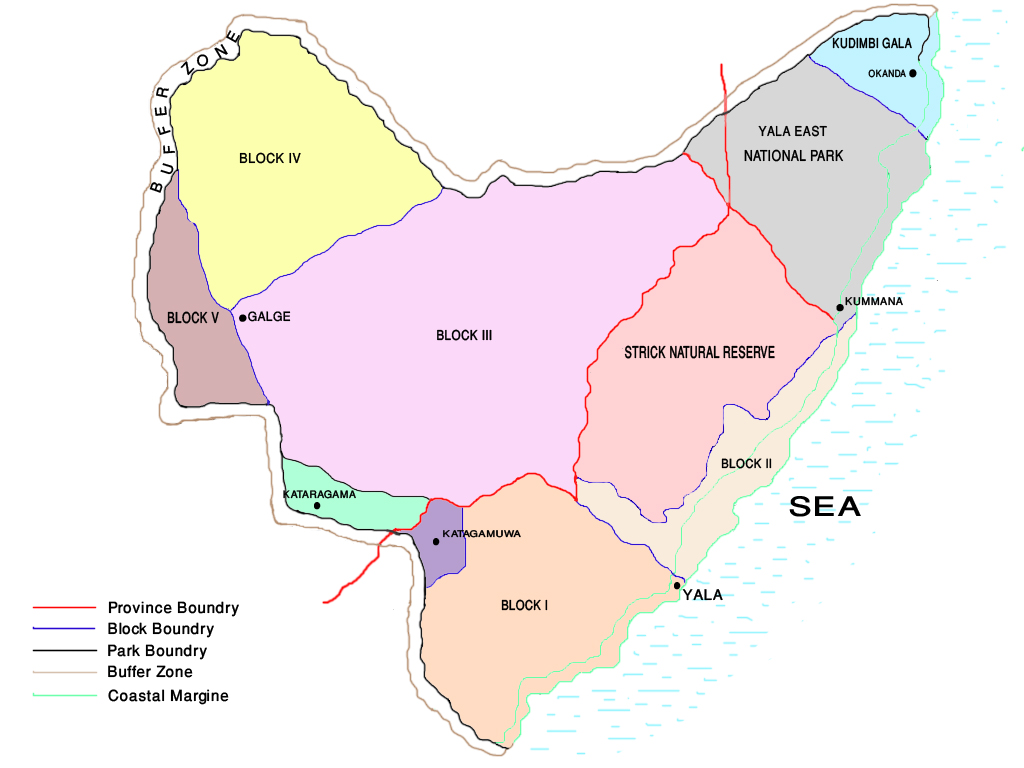
Bản đồ vườn quốc gia Yala.

Ngày 1 tháng 3 năm 1938, Yala trở thành vườn quốc gia khi Sắc lệnh Bảo tồn Hệ Động Thực vật được thông qua bởi Bộ trưởng Bộ Nông nghiệp khi đó, D. S. Senanayake. Vườn gồm năm khu.
| Khu                                                | Diện tích                            | Năm được hợp nhất vào vườn |
| -------------------------------------------------- | ------------------------------------ | -------------------------- |
| Khu I                                              | 14,101 hécta (0,05444 dặm vuông Anh) | 1938                       |
| Khu II                                             | 9,931 hécta (0,03834 dặm vuông Anh)  | 1954                       |
| Khu III                                            | 40,775 hécta (0,15743 dặm vuông Anh) | 1967                       |
| Khu IV                                             | 26,418 hécta (0,10200 dặm vuông Anh) | 1969                       |
| Khu V                                              | 6,656 hécta (0,02570 dặm vuông Anh)  | 1973                       |
| Nguồn: Sri Lanka Wetlands Information and Database |                                      |                            |